# Halvöringen
Halvöringen är ett numera avskaffat svensk mynt med valören ½ öre.
Myntet har präglats i olika perioder från 1569 och präglades sista gången 1867.